# Sphaeranthus samburuensis
Sphaeranthus samburuensis là một loài thực vật có hoa trong họ Cúc. Loài này được Beentje miêu tả khoa học đầu tiên năm 1999.